# Casse-pieds
Pour les articles homonymes, voir Casse-pieds (homonymie).
Les Casse-pieds est un groupe de rock et rockabilly français, actif dans les années 1980 et 1990.

## Biographie
Inspiré par la rue, le groupe est formé par Laurent Huni, Manu Layotte, Joseph « Jo » Dahan (basse), Philippe Teboul (batterie), Daniel Jamet (guitare). Manu Chao, séduit par les prestations, se joint aux musiciens pour des bœufs dans le métro puis leur propose de former la Mano Negra (dont la chanson Darling Darling sur l'album Patchanka a été composée par Manu Layotte).
Après le départ des musiciens pour la Mano Negra, ils sont remplacés par Nasser (guitare), Truffy (guitare), Bibi (batterie), Mama (basse, contrebasse), Mr Carlotti (percussions) et Chiffo (sax alto) qui viennent entourer Manu Layotte (chant) et Laurent « Puni » Huni. Le groupe enregistre alors son album Steak Your Body chez PEM, sorti en 1991. En 1995, après 350 concerts à son actif, le groupe se sépare définitivement.

## Membres
Avant le départ de Daniel, Philippe et Jo pour la Mano Negra :
- Manu Layotte : chant, piano
- Laurent Bougon : chant
- Daniel Jamet : guitare
- Philippe Teboul : batterie
- Joseph Dahan : basse

Après le départ de Daniel, Philippe et Jo pour la Mano Negra :
- Manu Layotte : chant, piano
- Laurent Bougon : chant
- Truffy : guitares, banjo, guimbarde, voix
- Nasser Mouzaia : guitares, percussions, voix
- Mama : basse, contrebasse, voix
- Mister Carlotti : percussions, voix
- Ramponno : batterie, cuillères, voix
- Chiffo : saxophone alto, voix